# The Look of Love (ABC-låt)
"The Look of Love" är en låt av den brittiska gruppen ABC från albumet The Lexicon of Love. Den utgavs som singel i maj 1982 och blev gruppens största framgång på brittiska singellistan, där den nådde 4:e plats.
Låten är producerad av Trevor Horn och finns i fyra versioner. "Part One" är albumversionen, "Part Two" en instrumentalversion, "Part Three" en alternativ version och "Part Four" en kort akustisk instrumentalversion.
Låten utgavs som 7"-singel med "Part One" och "Part Two" och som 12"-singel med alla versioner och blev en stor hit i flera länder. I nordamerika blev den 1:a på Billboards Hot Dance Club Play-lista och på kanadensiska singellistan, och en topp 20-hit på Billboard Hot 100. Den blev en topp 10-hit i Australien och Nya Zeeland, och en topp 20-hit i flera europeiska länder. På Sverigetopplistan låg den i sju veckor med som bäst en 8:e plats.
Den brittiska musiktidningen NME rankade den på 5:e plats som 1982 års bästa singel. VH1 placerade den på 43:e plats på sin lista över 1980-talets bästa låtar och amerikanska The Village Voice på 59:e plats på listan Top Singles of the 1980's. Den finns med på The Guardians 1000 Songs Everyone Must Hear och i boken 1001 Songs You Must Hear Before You Die.
År 1990 utgavs en ommixad version av låten som singel för att marknadsföra samlingsalbumet Absolutely. Den nådde då 68:e plats på brittiska singellistan.

## Utgåvor
7"-singel
1. "The Look Of Love"  3:27
2. "The Look Of Love (Part 2)"  3:44

12"-singel
1. "The Look Of Love (Part One)"  3:28
2. "The Look Of Love (Part Two)"  3:44
3. "The Look Of Love (Part Three)"  4:16
4. "The Look Of Love (Part Four)"  0:56

7"-singel (USA)
1. "The Look Of Love (Part One)"  3:26
2. "Theme From Mantrap"  4:19

12"-singel (USA)
1. "The Look Of Love (USA Remix - Dub Version)"  7:37
2. "The Look Of Love (Part 3 - Dance Version)"  4:17

7"-singel (1990)
1. "The Look Of Love (1990 Mix)"  4:41
2. "Ocean Blue"  3:34

12"-singel (1990)
1. "The Look Of Love (1990 Mix)"  5:05
2. "Ocean Blue"  3:34
3. "Vanity Kills"  5:08

CD-singel (1990)
1. "The Look Of Love" (1990 Mix) 4:41
2. "Ocean Blue"  3:37
3. "Vanity Kills (The Abigails Party Mix)"  5:08